# Marc Emmers
Marc Jozef Emmers (* 25. Februar 1966 in Hamont-Achel) ist ein ehemaliger belgischer Fußballspieler. Als Aktiver, beispielsweise von KV Mechelen oder dem RSC Anderlecht, gewann er eine Vielzahl von Titeln und nahm mit der Nationalmannschaft seines Heimatlandes an den Fußball-Weltmeisterschaften 1990 und 1994 teil.

## Karriere

### Vereinskarriere
Marc Emmers, geboren 1966 in Hamond-Achel, begann mit dem Fußballspielen beim Verein Thor Waterschei, dem heutigen KRC Genk. Dort war der Verteidiger von 1983 bis 1987 in 98 Ligaspielen unterwegs, in denen ihm vierzehn Treffer gelangen. 1987 wurde er von Aad de Mos für die Mannschaft des KV Mechelen verpflichtet, der in jenen Jahren seine sportliche Hochphase erlebte und soeben belgischer Pokalsieger geworden war. Dadurch war die Mannschaft um Spieler wie Torhüter Michel Preud’homme, Abwehrspieler und Kapitän Leo Clijsters oder Mittelfeldspieler Erwin Koeman startberechtigt für den Europapokal der Pokalsieger 1987/88. Dort drang das Team von Mechelen bis ins Finale vor, nachdem Dinamo Bukarest, der FC St. Mirren, Dinamo Minsk sowie Atalanta Bergamo eliminiert wurden. Im französischen Straßburg holte sich der KV Mechelen durch einen 1:0-Erfolg gegen Ajax Amsterdam schließlich den Europapokal der Pokalsieger, was bis heute der wohl größte Erfolg der Vereinsgeschichte ist. Ein Jahr darauf zeigte sich Marc Emmers mit dem KV Mechelen nochmals sehr erfolgreich, als zum vierten und bis heute letzten Mal die belgische Fußballmeisterschaft gewonnen werden konnte. Nach der Meisterschaft 1989 verließ Aad de Mos Mechelen in Richtung RSC Anderlecht. Zur gleichen Zeit nahmen auch die ganz großen Erfolge des Provinzvereines ab.
Marc Emmers blieb noch bis 1992 in Mechelen und wechselte dann nach Anderlecht. In den folgenden fünf Jahren als Spieler des RSC Anderlecht kam Marc Emmers zwar meist nur sporadisch zum Einsatz und verlor seinen Platz in der Stammformation schon bald, war aber dennoch am Gewinn von drei Meisterschaften zwischen 1993 und 1995 beteiligt. Im Jahre 1997 unterschrieb Marc Emmers einen Kontrakt beim italienischen Zweitligisten AC Perugia, wo er jedoch nur wenige Monate blieb und noch im gleichen Jahr zum Schweizer Verein FC Lugano transferiert wurde. Dort und beim unterklassigen belgischen Verein KFC Diest ließ Marc Emmers seine aktive Laufbahn als Fußballspieler bis ins Jahr 2000 ausklingen.

### Nationalmannschaft
Zwischen 1988 und 1994 brachte es Marc Emmers als Spieler von Mechelen und Anderlecht auf insgesamt 37 Länderspiele im Trikot der belgischen Nationalmannschaft. Dabei gelangen ihm zwei Torerfolge. Von Nationaltrainer Guy Thys wurde er ins Aufgebot Belgiens für die Weltmeisterschaft 1990 in Italien berufen. In dieser drang die belgische Mannschaft nach einem zweiten Platz in der Gruppenphase einzig hinter Spanien, aber vor Uruguay und Südkorea, ins Achtelfinale vor, wo man mit 0:1 nach Verlängerung in Bologna gegen England unterlag. Erst in der 119. Spielminute gelang es David Platt hierbei, die belgische Defensive zu überwinden.
Vier Jahre später, bei der Weltmeisterschaft 1994 in den USA, stand Marc Emmers erneut im belgischen Kader. Wie schon in Italien kam das Aus für Belgiens Auswahl auch bei diesem Turnier in der Runde der besten sechzehn Mannschaften. Diesmal scheiterte Belgien mit 2:3 an Deutschland. Das Achtelfinale von Chicago war das letzte Spiel von Marc Emmers in der belgischen Fußballnationalmannschaft, er beendete danach seine Länderspiellaufbahn.

## Erfolge
- Belgische Meisterschaft: 4×

1988/89 mit dem KV Mechelen
1992/93, 1993/94 und 1994/95 mit dem RSC Anderlecht
- Belgischer Pokal: 1×

1993/94 mit dem RSC Anderlecht
- Europapokal der Pokalsieger: 1×

1987/88 mit dem KV Mechelen